# Culex nicceriensis
Culex nicceriensis är en tvåvingeart som beskrevs av Bonne-wepster och Cornelis Bonne 1919. Culex nicceriensis ingår i släktet Culex och familjen stickmyggor. Artens utbredningsområde är Surinam och Venezuela. Inga underarter finns listade i Catalogue of Life.